# Med lukkede øjne
|  | Denne artikel er oprettet af botten PalnaBot ud fra en ekstern database. Den kan derfor have sproglige fejl eller mangler. Denne skabelon kan fjernes efter kontrol af indholdet. |

Med lukkede øjne er en film instrueret af Torben Bech efter manuskript af Torben Bech.

## Handling
Tom er en kendt forfatter, der er ved at kvæles i skammen over ikke at have skrevet en god bog i 20 år. Men så møder han Renée, en ung kvindelig fan, som giver ham fornyet lyst til livet. Sammen flytter de på lander - væk fra både Toms ekskone og hans krævende redaktør. Men livet på landet gemmer ikke kun på idyl for det forelskede par. To lokale mænd, der ikke har andet at fordrive fritiden med end at køre hurtigt og drikke øl, begynder at chikanere Tom og Renée. De unge mænds opførsel bliver mere og mere truende, og parrets liv ændres med ét til et mareridt...